# 贡捷堡
贡捷堡（法語：Château-Gontier，法語發音：[ʃato ɡɔ̃tje] ⓘ）是法国马耶讷省的一个旧市镇及该省原副省会，曾下辖贡捷堡区。2019年1月1日，贡捷堡与市镇阿泽和圣福尔合并为新市镇马耶讷河畔贡捷堡（Château-Gontier-sur-Mayenne），新市镇接替贡捷堡成为马耶讷省的副省会。

## 地理
贡捷堡（47°49'43"N, 0°42'10"W）面积28.03 平方千米，位于法国卢瓦尔河地区大区马耶讷省，该省份为法国西北部内陆省份，北起芒什省和奧恩省，西接伊勒-维莱讷省，南至曼恩-卢瓦尔省，东临萨尔特省。
与贡捷堡接壤的市镇（或旧市镇、城区）包括：马耶讷河畔卢瓦涅、昂普瓦涅、阿泽、舍马泽、莱涅、马里涅珀通、圣福尔、拉罗什讷维尔。
贡捷堡的时区为UTC+01:00、UTC+02:00（夏令时）。

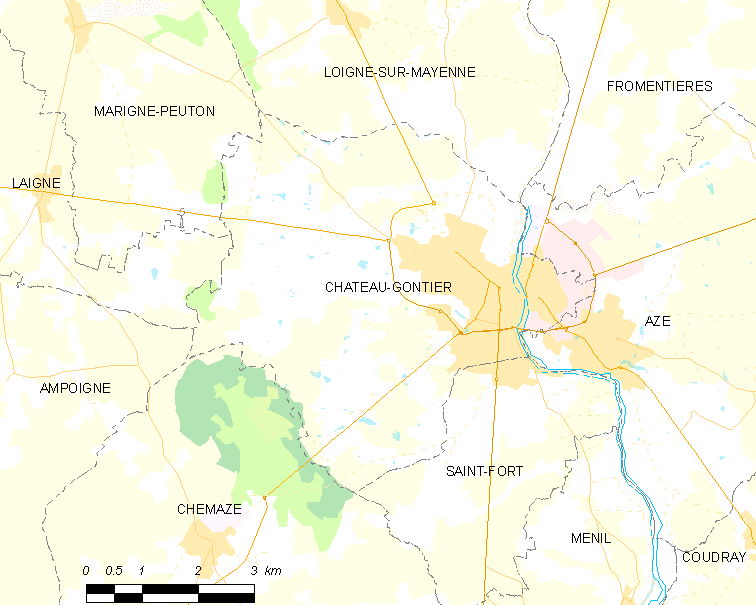
贡捷堡的OSM定位图

## 行政
贡捷堡的邮政编码为53200，INSEE市镇编码为53062。

## 政治
贡捷堡所属的省级选区为马耶讷河畔贡捷堡第二县。

## 人口

1962-2008年间贡捷堡人口变化图示

贡捷堡于2018年1月1日时的人口数量为11805人。